# Złudzenie publikacyjne
Złudzenie publikacyjne, tendencyjność publikacyjna, efekt szuflady – zafałszowanie naukowego obrazu rzeczywistości powstające wskutek wybiórczości w publikowaniu wyników naukowych. Może ono powstawać między innymi wówczas, gdy autorzy lub wydawcy nie interesują się wynikami, które uważają za mało interesujące lub niezgodne z ich poglądami, lub celowo ukrywają takie wyniki (stąd „efekt szuflady”). Wynika również z niezrozumienia metodologii weryfikacji zerowych hipotez statystycznych – obserwuje się, że wyniki zerowe są publikowane rzadziej od pozytywnych, na przykład w przeglądzie badań medycznych z 1987 roku trzykrotnie rzadziej. Studiowanie literatury przedmiotu daje więc zniekształcony obraz proporcji badań, w których dane twierdzenie zostało potwierdzone lub sfalsyfikowane. Autorzy i redakcje mogą więc pomijać raportowanie „nieudanych” badań i eksperymentów. Problem ten pogłębia dodatkowo dziennikarstwo popularnonaukowe, które dokonuje kolejnej, wybiórczej selekcji wyników badań, skupiając się w informacji publicznej na sensacyjnych rezultatach, i pomijając wyniki zerowe – jak demonstruje analiza z 2017 roku.
Przykładowo, badanie potwierdzające przewagę czynnika genetycznego nad czynnikiem środowiskowym w ludzkiej inteligencji zostałoby dopuszczone do publikacji w czasopiśmie naukowym, natomiast badanie, które nie wykazałoby takiej zależności, zostałoby uznane za „niekonkluzywne”, a tym samym niedopuszczone do publikacji. Wskutek tego wśród badaczy utrwaliłoby się nieudowodnione przekonanie o wyższym znaczeniu genów w ludzkiej inteligencji, podczas gdy w rzeczywistości połowa badań potwierdzałaby to twierdzenie, a połowa je obalała.
Metodą badawczą silnie narażoną na złudzenie publikacyjne jest podstawowa metaanaliza – choć jednocześnie właśnie przy pomocy zaawansowanych narzędzi metaanalitycznych można wykrywać tendencyjność badań. Zjawisko to ma charakter samospełniającej się prognozy, gdyż czasopisma naukowe rzadko przyjmują do publikacji artykuły napisane na podstawie badań, które są jedynie replikacjami wcześniejszych. Czasopismem naukowym, które publikuje głównie replikacje lub badania potwierdzające hipotezę zerową, jest Representative Research In Social Psychology.

## Metody wykrywania

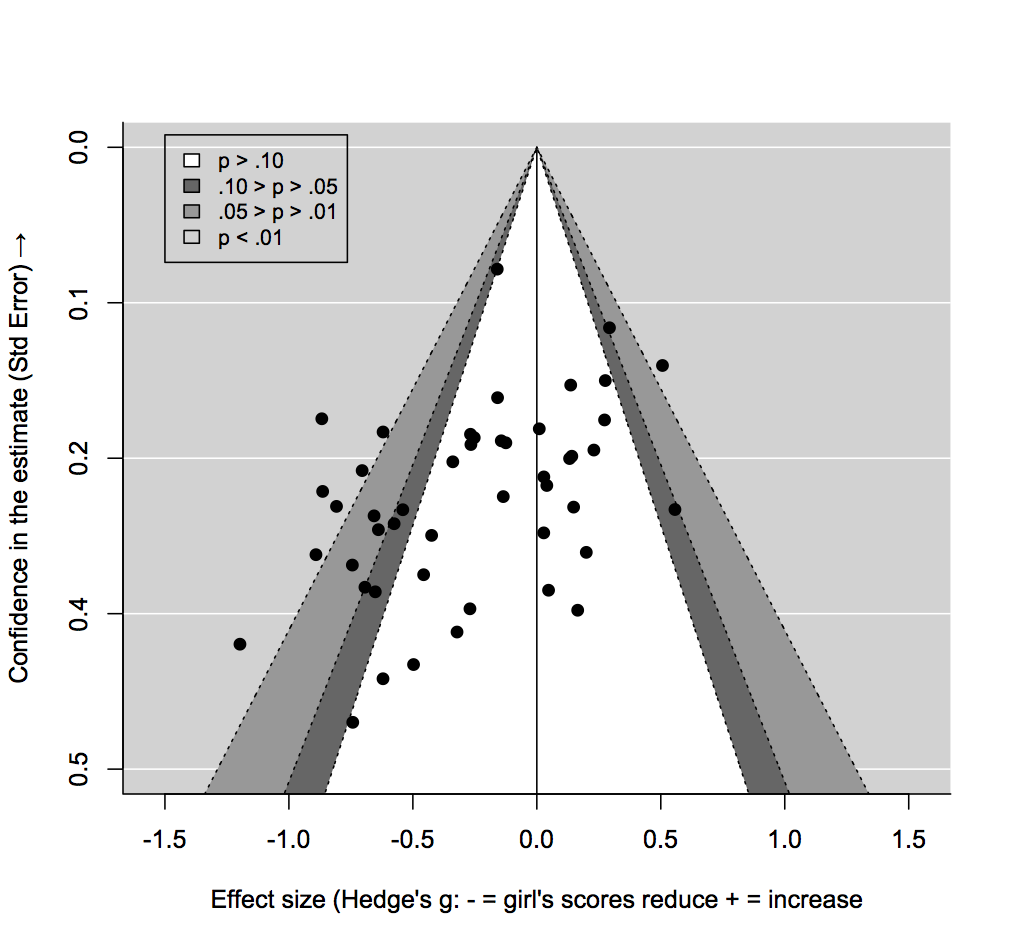
Funnel plot z metaanalizy badań zagrożenia stereotypem, sugerujący obecność w literaturze tendencyjności, ze względu na obecność grupy wyników odstających od oczekiwanej symetrii

Tendencyjność publikacji można wykrywać poprzez stwierdzenie w statystykach metaanalitycznych rozbieżności z wynikającą z praw statystyki postacią wyników. Jednym z narzędzi do tego służących jest P-Curve, opierające się na sprawdzaniu, czy wartości p badań mają konkretne oczekiwane rozkłady: w przypadku poprawnego rozpoznania istnienia (mocno prawoskośny) i nieistnienia (jednostajny) badanego zjawiska. Innym przykładowym narzędziem jest funnel plot, testujący czy statystyki badawcze mają normalny, symetryczny rozkład wokół średniego wyniku, czy zachodzi jakieś niespodziewane zniekształcenie.

## Badania
Występowanie różnego rodzaju tendencyjności publikacji na korzyść wyników „istotnych statystycznie” potwierdziły metaanalizy m.in. w naukach społecznych, wiodących czasopismach naukowych (Nature, Science, PNAS), biologii i naukach medycznych, czy ekonomii. Według porównania różnych nauk, zjawisko to występuje w większości dziedzin – prawdopodobnie rzadziej w „twardszych” dyscyplinach, jednak tylko w niedużym stopniu.